# Västerhaninge
Västerhaninge est une localité de Suède dans la commune de Haninge située dans le comté de Stockholm.
Sa population était de 18 975 habitants en 2019.